# (1216) Askania
(1216) Askania es el asteroide número 1216 situado en el cinturón principal. Fue descubierto por el astrónomo Karl Wilhelm Reinmuth  desde el observatorio de Heidelberg, el 29 de enero de 1932. Su designación alternativa es 1932 BL. Está nombrado por la empresa alemana Askania.